# هانس رايت
هانس رايت (بالدنماركية: Hans Wright)‏ هو مهندس معماري دنماركي، ولد في 29 ديسمبر 1854، وتوفي في 3 ديسمبر 1925.